# زیردریایی یو-۴۸۳
زیردریایی یو-۴۸۳ (به انگلیسی: German submarine U-483) یک زیردریایی بود که طول آن ۶۷٫۱ متر (۲۲۰ فوت ۲ اینچ) بود. این زیردریایی در سال ۱۹۴۳ ساخته شد.